# 구글 온허브

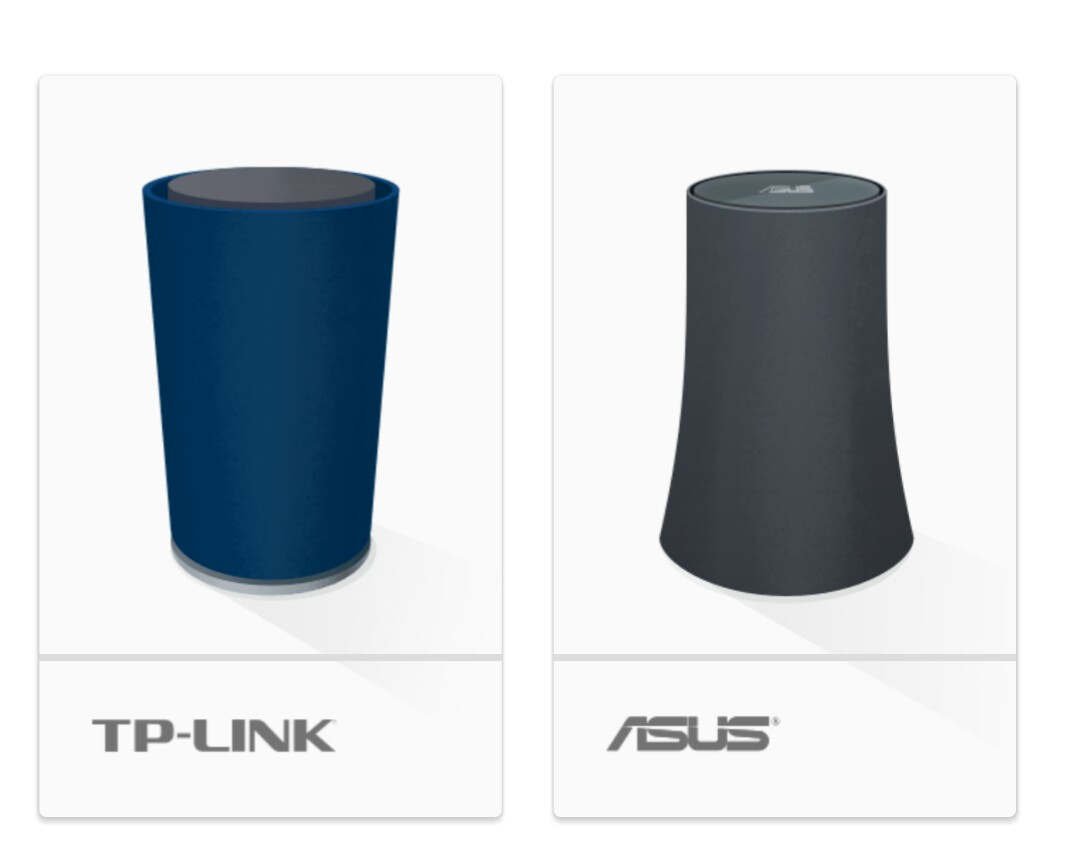
TP-Link 및 에이수스 버전의 온허브 라우터.

구글 온허브(Google OnHub)는 구글의 거주자용 무선 라우터 제품이다. 두 종류가 티피링크와 에이수스에 의해 제조된다. 구글의 제품 공식 구호는 "우리는 우리의 오래된 라우터들이 처리하지 못했던 새 방법을 스트리밍하고 공유합니다. 와이파이를 사용하는 모든 방법을 위해 개발된 구글의 라우터 온허브를 만나세요."이다. 2016년, 구글은 메시 네트워킹을 지원하는 구글 와이파이 라우터를 출시했으며 기능과 네트워크 관리를 온허브와 병합함으로써 온허브와 구글 와이파이 모두 메시 네트워크에서 번갈아 사용이 가능하게 되었다.
구글은 온허브 라우터가 직관적인 인터페이스를 이유로 "사용하기 쉽고 미래를 위해 준비된 제품"으로 장점을 내세웠다. 온허브 사양에 따르면 온허브 모델은 위브 레디(Weave Ready)와 블루투스 스마트 레디(Bluetooth Smart Ready)이다. 온허브 라우터가 IEEE 802.15.4 무선 안테나와 블루투스 안테나를 갖추고 있어 이 네트워크 프로토콜들은 미래에 이용이 가능하게 된다. 그러나 2020년 7월 기준으로 블루투스 및 802.15.4 기능은 활성화되어 있지 않은 상태이다.
온허브 라우터는 듀얼 코어 1.4 GHz CPU, 1GB RAM, 4GB 플래시 스토리지를 장착하고 있다. 구글 와이파이처럼 온허브는 2.4 GHz 및 5 GHz 대역을 위해 하나의 SSID를 만듦으로써 최종 사용자의 와이파이 경험을 단순화시킨다. 온허브는 자동으로 장치들을 조정하여 최상의 연결로 이 대역에 연결시킨다.

## 제품 비교
|                      | ASUS                                   | TP-Link                                |
| -------------------- | -------------------------------------- | -------------------------------------- |
| 소매가               | $219.99                                | $199.99                                |
| 크기                 | 7.94in x 5.03in x 5.20in               | 7.5in x 4.1in x 4.6in                  |
| 무게                 | 1.66 lb                                | 1.9 lb                                 |
| 색                   | Slate Gray                             | Blue 또는 Black                        |
| 연결                 | IEEE 802.11ac                          | IEEE 802.11ac                          |
| 무선 지원            | IEEE 802.11a/b/g/n/ac                  | IEEE 802.11a/b/g/n/ac                  |
| 2.4 GHz & 5 GHz 무선 | Dual concurrent 3x3 with Smart Antenna | Dual concurrent 3x3 with Smart Antenna |
| 무선 보안            | IEEE 802.11i-2004                      | IEEE 802.11i-2004                      |
| WAN 포트             | 1x 10/100/1000 Mbit/s                  | 1x 10/100/1000 Mbit/s                  |
| LAN 포트             | 1x 10/100/1000 Mbit/s                  | 1x 10/100/1000 Mbit/s                  |
| 이더넷 스위치        | QCA8337 Gigabit sw                     | QCA8337 Gigabit sw                     |

## 같이 보기
- 구글 네스트 와이파이